# Авдеев, Александр Яковлевич
Александр Яковлевич Авдеев — советский хозяйственный и политический деятель.

## Биография
Родился в 1933 году. Член КПСС.
В 1977—1980 гг. — заведующий отделом лёгкой и пищевой промышленности Ленинградского горкома КПСС.
В 1980—1985 гг. — первый секретарь Фрунзенского районного комитета КПСС города Ленинграда.
В 1985—1990 гг. — заместитель председателя Ленинградского городского Совета депутатов трудящихся.
Делегат XXVI съезда КПСС.
Жил в Санкт-Петербурге.